# Ólomkatona (film)
Az Ólomkatona (eredeti cím: Tin Soldier) 2025-ben bemutatott brit–amerikai akcióthriller, amelyet Brad Furman, Jess Fuerst és Pablo Fenjves forgatókönyvéből Furman rendezett. A főbb szerepekben Jamie Foxx, Robert De Niro és Scott Eastwood látható.
Az Amerikai Egyesült Államokban és Magyarországon 2025. május 8-án az Amazon Prime Video mutatta be.

## Cselekmény
Bakushi egy vallási kultuszhoz hasonló mozgalmat hoz létre maga körül, és egy olyan programot kínál, amely háborús veteránoknak szól, akik a „céljukat” és a jövő útját keresik. A számos jól képzett volt katona révén a spirituális vezető nagy erejűvé válik, amivel számolni kell. A kormányt aggasztja a jól felfegyverzett, képzett és rendkívül lojális támogatók számának gyors növekedése. Az álcázottan dolgozó Emmanuel Ashburn több sikertelen kísérletet is tett Bakushi megállítására, ezért segítségére siet a volt különleges erők tisztje, Nash Cavanaugh, aki úgy ismeri Bokushit, mint senki más, mert egykor a követője volt.

## Szereplők
| Szerep           | Színész          | Magyar hang      |
| ---------------- | ---------------- | ---------------- |
| Nash Cavanaugh   | Scott Eastwood   | Dévai Balázs     |
| Bokushi          | Jamie Foxx       | Kálid Artúr      |
| Emmanuel Ashburn | Robert De Niro   | Ujréti László    |
| Luke Dunn        | John Leguizamo   | Rajkai Zoltán    |
| Kivon Jackson    | Shamier Anderson | Egressy G. Tamás |
| Mama Suki        | Rita Ora         | Vági Viktória    |
| Evoli Carmichael | Nora Arnezeder   | Földes Eszter    |
| Shinja Atlas     | Saïd Taghmaoui   | Oroszi Tamás     |
| Lido Rossi       | Joey Bicicchi    | Kékesi Gábor     |

### Magyar változat
- Magyar szöveg: Balázs Tünde
- Hangmérnök: Fábián Tibor
- Szinkronrendező: Vági Tibor
- Kreatív Supervisor: Heltai Olga
- Produkciós vezető: Gyarmati Zsolt

A szinkront a Masterfilm Digital készítette el.

## A film készítése
2022. május 18-án jelentették be, hogy Jamie Foxx, Robert De Niro, Scott Eastwood és John Leguizamo szerepet kapott a filmben. 2022. május 26-án jelentették be, hogy Shamier Anderson is csatlakozott a stábhoz. 2022. június 7-én bejelentették, hogy Rita Ora, Nora Arnezeder, Saïd Taghmaoui és Joey Bicicchi csatlakozott a szereplőgárdához. 2022. november 2-án kiderült, Chris Hajian fogja szerezni a film zenéjét.
A forgatás 2022 májusa és júniusa között zajlott Szalonikiben, illetve Dramában, az operatőr Tim Maurice-Jones volt.